# Robert Burns Woodward
Robert Burns Woodward (Boston, EE. UU., 10 de abril de 1917 - Cambridge, EE. UU., 8 de julio de 1979); fue un químico y profesor universitario estadounidense galardonado con el Premio Nobel de Química del año 1965.

## Biografía
Hijo de inmigrantes británicos (Arthur Woodward de Inglaterra y Margaret Woodward de Glasgow, Escocia) estudió química en el Instituto Tecnológico de Massachusetts (MIT), donde se licenció en 1936 y doctoró en 1937. Posteriormente realizó una tesis postdoctoral en la Universidad de Illinois, y a partir de 1950 fue profesor de química y catedrático en la Universidad de Harvard.
Woodward falleció en su residencia de Cambridge víctima de un infarto de miocardio.

## Investigación y carrera

### Trabajos iniciales
La primera contribución importante de la carrera de Woodward, a principios de la década de 1940, fue una serie de trabajos que describían la aplicación de la ultravioleta espectroscopia en la elucidación de la estructura de los productos naturales. Woodward reunió una gran cantidad de datos empíricos, y luego ideó una serie de reglas que más tarde se llamaron las reglas de Woodward, que podían aplicarse para averiguar las estructuras de nuevas sustancias naturales, así como de moléculas sintetizadas no naturales. El uso expeditivo de las nuevas técnicas instrumentales fue una característica que Woodward ejemplificó a lo largo de su carrera, y supuso un cambio radical respecto a los métodos químicos de elucidación estructural, extremadamente tediosos y largos, que se habían utilizado hasta entonces.
En 1944, con su investigador postdoctoral, William von Eggers Doering, Woodward informó de la síntesis del alcaloide quinina, utilizado para tratar la malaria. Aunque la síntesis se publicitó como un gran avance en la obtención de este compuesto medicinal difícil de conseguir en el sudeste asiático ocupado por los japoneses, en realidad era demasiado larga y tediosa para adoptarla a escala práctica. Sin embargo, fue un hito en la síntesis química. La visión particular de Woodward en esta síntesis fue darse cuenta de que el químico alemán Paul Rabe había convertido un precursor de la quinina llamado quinotoxina en quinina en 1905. Por tanto, una síntesis de la quinotoxina (que Woodward sintetizó realmente) establecería una ruta para sintetizar la quinina. Cuando Woodward logró esta hazaña, la síntesis orgánica era todavía en gran medida una cuestión de ensayo y error, y nadie pensaba que se pudieran construir estructuras tan complejas. Woodward demostró que la síntesis orgánica podía convertirse en una ciencia racional, y que la síntesis podía ser asistida por principios bien establecidos de reactividad y estructura. Esta síntesis fue la primera de una serie de síntesis extremadamente complicadas y elegantes que emprendería.

### Trabajos posteriores y su repercusión

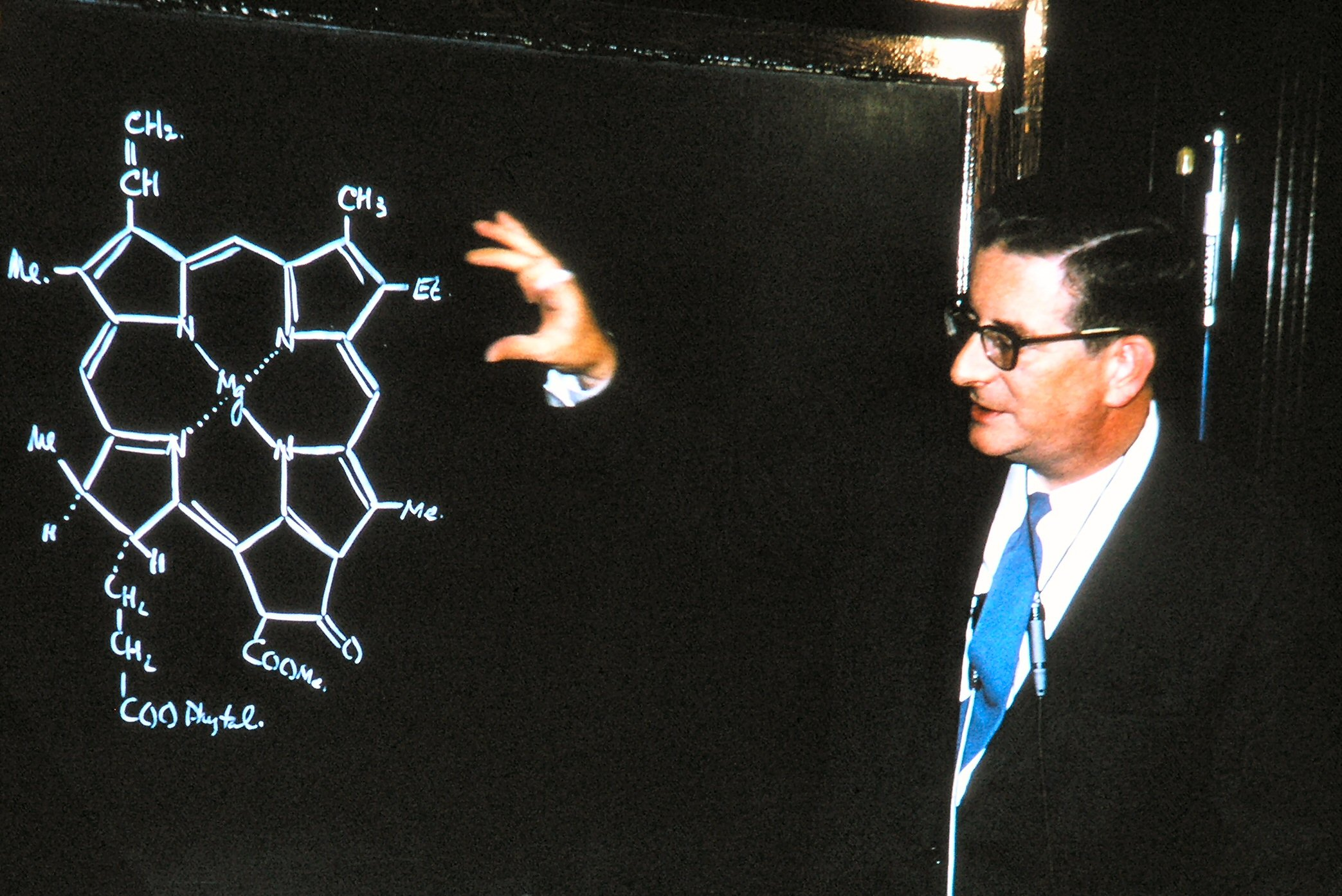
Woodward habló sobre la Clorofila en 1965

En la década de 1930, los químicos británicos Christopher Ingold y Robert Robinson, entre otros, habían investigado los mecanismos de las reacciones orgánicas, y habían elaborado reglas empíricas que podían predecir la reactividad de las moléculas orgánicas. Woodward fue quizás el primer químico orgánico sintético que utilizó estas ideas como marco predictivo en la síntesis. El estilo de Woodward sirvió de inspiración para el trabajo de cientos de químicos sintéticos sucesivos que sintetizaron productos naturales de importancia médica y estructuralmente complejos.

### Síntesis orgánica y Premio Nobel
Durante los últimos años de la década de 1940, Woodward sintetizó muchos productos naturales complejos, entre los que se encuentran la quinina, el colesterol, la cortisona, la estricnina, el ácido lisérgico, la reserpina, la clorofila, la cefalosporina y la colchicina. Con esto, Woodward abrió una nueva era de la síntesis, a veces llamada la 'era Woodwardiana' en la que demostró que los productos naturales podían ser sintetizados mediante aplicaciones cuidadosas de los principios de la fisicoquímica orgánica, y mediante una planificación meticulosa.
Muchas de las síntesis de Woodward fueron calificadas de espectaculares por sus colegas y, antes de que él las hiciera, algunos pensaban que sería imposible crear estas sustancias en el laboratorio. Las síntesis de Woodward también se describieron como un elemento artístico y, desde entonces, los químicos sintéticos siempre han buscado la elegancia además de la utilidad en la síntesis. Su trabajo también supuso el uso exhaustivo de las entonces recién desarrolladas técnicas de espectroscopia infrarroja y, más tarde, de resonancia magnética nuclear espectroscopia. Otra característica importante de las síntesis de Woodward fue su atención a la estereoquímica o la configuración particular de las moléculas en el espacio tridimensional. La mayoría de los productos naturales de importancia medicinal son eficaces, por ejemplo como fármacos, sólo cuando poseen una estereoquímica específica. Esto crea la demanda de 'síntesis estereoselectiva', que produce un compuesto con una estereoquímica definida. 
Mientras que hoy en día una ruta sintética típica implica rutinariamente un procedimiento de este tipo, Woodward fue un pionero en mostrar cómo, con una planificación exhaustiva y racional, se podían llevar a cabo reacciones que fueran estereoselectivas. Muchas de sus síntesis implicaban forzar una molécula en una determinada configuración instalando en ella elementos estructurales rígidos, otra táctica que se ha convertido en estándar hoy en día. En este sentido, especialmente sus síntesis de reserpina y estricnina fueron hitos.
Durante la Segunda Guerra Mundial, Woodward fue asesor de la Junta de Producción de Guerra en el proyecto de la penicilina. Aunque a menudo se le atribuye el mérito de proponer la estructura beta-lactama de la penicilina, en realidad fue propuesta por primera vez por los químicos de Merck y Edward Abraham en Oxford y luego investigada también por otros grupos (por ejemplo, Shell). Al principio, Woodward respaldó una estructura tricíclica incorrecta (tiazolidina fusionada, oxazinona con puente amino) propuesta por el grupo de la penicilina en Peoria. Posteriormente, puso su imprimatur en la estructura beta-lactama, todo ello en oposición a la estructura de tiazolidina–oxazolona propuesta por Robert Robinson, el entonces principal químico orgánico de su generación. Finalmente, la estructura de la betalactama fue demostrada como correcta por Dorothy Hodgkin utilizando la cristalografía de rayos X en 1945.
Woodward también aplicó la técnica de la espectroscopia infrarroja y la degradación química para determinar las estructuras de moléculas complicadas. Entre estas determinaciones de estructuras destacan el ácido santónico, la estricnina, la magnamicina y la terramicina. En cada uno de estos casos, Woodward volvió a demostrar cómo los hechos racionales y los principios químicos, combinados con la intuición química, podían utilizarse para lograr la tarea.
A principios de la década de 1950, Woodward, junto con el químico británico Geoffrey Wilkinson, entonces en Harvard, postuló una estructura novedosa para el ferroceno, un compuesto formado por la combinación de una molécula orgánica con hierro. Esto marcó el comienzo del campo de la metal de transición química organometálica que creció hasta convertirse en un campo industrial muy significativo. Wilkinson ganó el Premio Nobel por su trabajo en 1973, junto con Ernst Otto Fischer. Algunos historiadores piensan que Woodward debería haber compartido el premio junto con Wilkinson. Inclusive el propio Woodward prensaba de esta manera, e hizo saber su opinión en una carta que envió al Comité Nobel.
Woodward ganó el Premio Nobel en 1965 por su síntesis de moléculas orgánicas complejas. Fue nominado un total de 111 veces desde 1946 hasta 1965. En su discurso al aceptar el premio Nobel, describió la síntesis total del antibiótico cefalosporina, y proclamó que había apurado la síntesis de forma tal que la misma estuviera lista para la fecha de la ceremonia del Nobel.

### Síntesis de B12y reglas de Woodward–Hoffmann
A comienzos de la década de 1960, Woodward comenzó a trabajar en lo que era el producto natural más complejo sintetizado para esa fecha—la vitamina B12. En un trabajo destacable de colaboración con su colega Albert Eschenmoser en Zúrich, un equipo de casi cien estudiantes y trabajadores postdoctorados trabajaron por muchos años en la síntesis de esta molécula. El trabajo fue finalmente publicado en 1973, y marcó un hito en la historia de la química orgánica. La síntesis incluyó casi cien pasos, e involucró la planificación rigurosa y análisis carcaterísticos que siempre caracterizaron los trabajos de Woodward. Este trabajo, más que ningún otro, convenció a los químicos orgánicos que la síntesis de cualquier sustancia compleja era posible, siempre que se dispusiera de suficiente tiempo y planificación (véase también palitoxina, sintetizada por el grupo de investigación de Yoshito Kishi, uno de los estudiantes de postdoctorado de Woodward). Hasta el año 2019, no se había publicado ninguna otra síntesis total de la Vitamin B12..
Ese mismo año, basado en observaciones que Woodward había realizado durante la síntesis de la B12, él y Roald Hoffmann desarrollaron reglas (en la actualidad denominadas las reglas de Woodward-Hoffmann) para deducir la estereoquímica de los productos de las reacciones orgánicas. Woodward formuló sus ideas (que se basaban en las propiedades de simetría de los orbitales moleculares) basándose en sus experiencias como químico orgánico sintético; pidió a Hoffman que realizara cálculos teóricos para verificar estas ideas, que se hicieron utilizando el método de Hückel extendido de Hoffmann. Las predicciones de estas reglas, denominadas "reglas de Woodward-Hoffmann", fueron verificadas por numerosos experimentos. Hoffmann compartió el Premio Nobel de 1981 por este trabajo junto con Kenichi Fukui, un químico japonés que había realizado un trabajo similar utilizando un enfoque diferente; Woodward había fallecido en 1979 y los Premios Nobel no se conceden a título póstumo.

### Instituto Woodward
Durante su estancia en Harvard, Woodward asumió la dirección del
Instituto de Investigación Woodward, con sede en Basilea, Suiza, en 1963. También fue administrador de su alma mater, el MIT, de 1966 a 1971, y del Instituto Weizmann de Ciencias de Israel.
Woodward murió en Cambridge, Massachusetts, de un ataque al corazón mientras dormía. En ese momento, trabajaba en la síntesis de un antibiótico, la eritromicina. Un estudiante suyo dijo de él:
"Le debo mucho a R. B. Woodward. Me mostró que se podían atacar problemas difíciles sin tener una idea clara de su resultado, pero con la confianza de que la inteligencia y el esfuerzo los resolverían. Me mostró la belleza de la química orgánica moderna y la importancia de un razonamiento minucioso en este campo. Me demostró que no es necesario especializarse. Woodward hizo grandes contribuciones a la estrategia de síntesis, a la deducción de estructuras difíciles, a la invención de nueva química y también a los aspectos teóricos. Enseñó a sus alumnos con el ejemplo la satisfacción que produce la inmersión total en nuestra ciencia. Atesoro el recuerdo de mi asociación con este notable químico".

### Publicaciones
A lo largo de su vida, Woodward fue autor o coautor de casi 200 publicaciones, de las cuales 85 son artículos completos y el resto son comunicaciones preliminares, textos de conferencias y revisiones. El ritmo de su actividad científica pronto superó su capacidad para publicar todos los detalles experimentales, y gran parte de los trabajos en los que participó no se publicaron hasta unos años después de su muerte. Woodward formó a más de doscientos estudiantes de doctorado y trabajadores postdoctorales, muchos de los cuales hicieron carreras distinguidas.
Algunos de sus estudiantes más conocidos son Robert M. Williams (Colorado State), Harry Wasserman (Yale), Yoshito Kishi (Harvard), Stuart Schreiber (Harvard), William R. Roush (Scripps-Florida), Steven A. Benner (UF), James D. Wuest (Montreal), Christopher S. Foote (UCLA), Kendall Houk (UCLA), el químico de porfirinas Kevin M. Smith (LSU), Thomas R. Hoye (Universidad de Minnesota), Ronald Breslow (Universidad de Columbia) y David Dolphin (UBC).
Woodward tenía un conocimiento enciclopédico de la química y una extraordinaria memoria para los detalles. Probablemente la cualidad que más le diferenciaba de sus compañeros era su notable capacidad para unir hilos de conocimiento dispares de la literatura química y ponerlos en relación con un problema químico.

## Investigaciones científicas
Interesado en la síntesis química de sustancias orgánicas, consiguió sintetizar la quinina en 1944, el colesterol y la cortisona en 1951, la estricnina en 1954, la reserpina en 1956 y la vitamina B12 en 1971. También consiguió reproducir en un laboratorio la molécula de la clorofila, el pigmento responsable del color verde de las plantas.
En 1965 le fue concedido el Premio Nobel de Química por sus trabajos en la síntesis de materiales naturales.
En 1959 fue galardonado con la Medalla Davy por la Royal Society.
Sus trabajos teóricos incluyen su colaboración con Roald Hoffmann, con quien realizó estudios de los mecanismos de reacción de los productos químicos, instaurando las reglas de Woodward-Hoffmann.